# Lethbridge
Lethbridge er en by i den sydlige del af provinsen Alberta i Canada med 98.406 (2021) indbyggere.
Lethbridge er beliggende ved Oldman River, cirka 170 km sydøst for storbyen Calgary. Byen er handelscenter i et rigt jordbrugsdistrikt. Der er blandt andet forekomster af kul, naturgas og olie i omegnen. I byen ligger University of Lethbridge, grundlagt i 1967.